# Sancha de Lara
Doña Sancha de Lara y Ugarte Barrientos fue una aristócrata española del siglo XVII.
Vivió justo enfrente de la Catedral, en la plaza del Obispo de la ciudad de Málaga, en el edificio que actualmente se denomina Casa de las Siete Cabezas.
Tenía ésta un sobrino predilecto llamado Alonso Torres y Sandoval quien era requerido en cualquier fiesta de cierta importancia en la ciudad por su belleza y nivel social, teniendo por ello a todas las chiquillas tras de sí, y entre ellas, la misma hija del alcalde, Pedro de Olavarría, a quien Álvaro ignoraba, cosa por la cual y como se preveía en la ciudad, daría lugar a un choque entre ambos. Efectivamente así ocurrió durante una función teatral en la que al llegar el primer edil, y como era de costumbre en la época, todo el público se ponía en pie en señal de respeto pero Álvaro quedó sentado, lo cual causó la cólera del alcalde quien manipulado por su esposa, mandó prenderlo, siendo más tarde ejecutado con garrote vil. 
Tal injusticia llevó a doña Sancha de Lara a viajar hasta Madrid endeudándose incluso para ello y se arrojó a los pies del mismísimo rey, Felipe IV, solicitando que se castigase a los verdugos de su sobrino. Y así se hizo; se recurrió a un enviado real quien hizo justicia ahorcando en la plaza mayor de Málaga a alcalde, jueces y verdugo, hasta un total de siete personas. Tras ello doña Sancha mandó esculpir una placa de piedra con siete cabezas, representando a los siete ajusticiados, que colocó en la fachada de su vivienda. 
De esta leyenda hoy día solo se conserva una de las antiguas calles de la ciudad, remodelada con posterioridad, donde hasta 1860, existió la vivienda de dicha señora, que fue demolida por amenaza de ruina. 
Las actas del Cabildo de aquel tiempo no dicen nada al respecto, tan solo que el corregidor don Álvaro de Luna y Mendoza, administró justicia con castigos ejemplares.